# Споменик палим борцима у Трстенику
Споменик палим борцима у Трстенику се налази у парку код Старог моста, на десној обали реке Западне Мораве недалеко од центра Трстеника. Подсећа на бројне жртве које је трстеничка општине дала у претходним ратовима и НАТО бомбардовању.
Споменик је подигнут 1951. године. На три метра високом постаменту је постављена бронзана статуа борца у ставу који позива у бој: у десној руци му је пушка, лева рука је подигнута. Целокупна висина споменика је 5 метара.
Током НАТО агресије на Србију, бомбардован је Стари мост у Трстенику. Том приликом је страдало троје цивила. Након НАТО бомбардовања, са леве и десне стране споменика, дограђена су 2000. године два крила лево и десно од споменика. На овим крилима су урезана имена изгинулих у ратовима 1991—1999. године.